# 古川村 (広島県)
古川村（ふるかわむら）は、広島県神石郡にあった村。現在の神石郡神石高原町の一部にあたる。

## 地理
- 河川：高梁川水系と江の川水系の分水界に位置していた[1]。

## 歴史
- 1889年（明治22年）4月1日、町村制の施行により、神石郡古川村が単独で村制施行し、古川村が発足[1][2]。高光村、古川村の町村組合を結成し役場を高光村に設置[1]。
- 1943年（昭和18年）4月1日、神石郡高光村と合併し、高光村が存続して廃止された[1][2]。

## 産業
- 農業、養蚕、和牛[1]